# Oecetis
Oecetis är ett släkte av nattsländor. Oecetis ingår i familjen långhornssländor.

## Bildgalleri

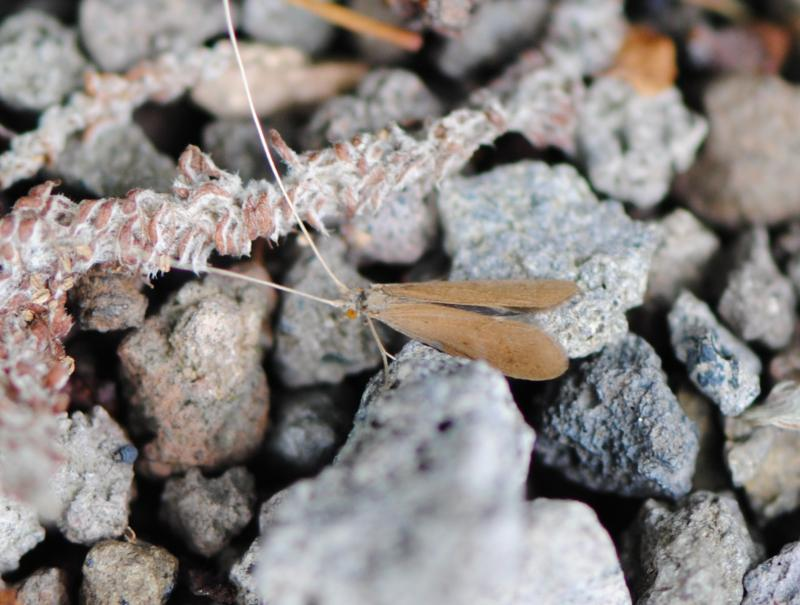
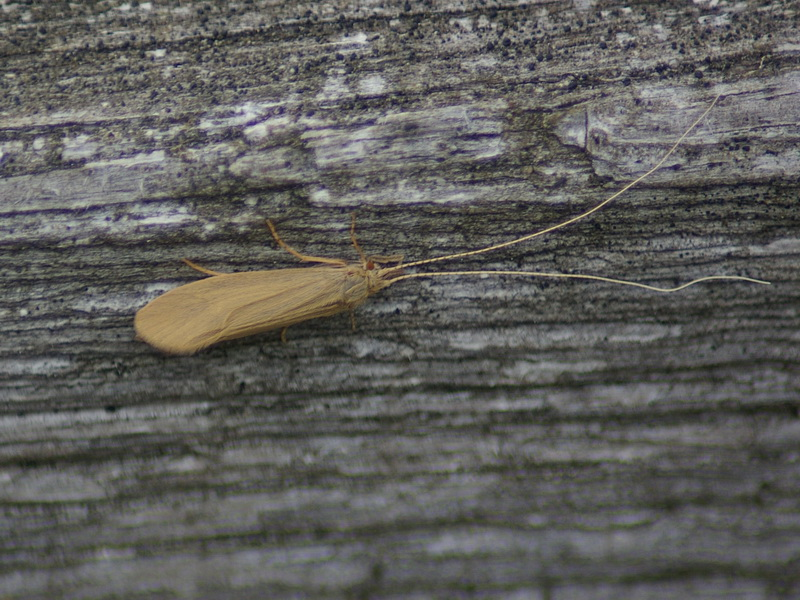
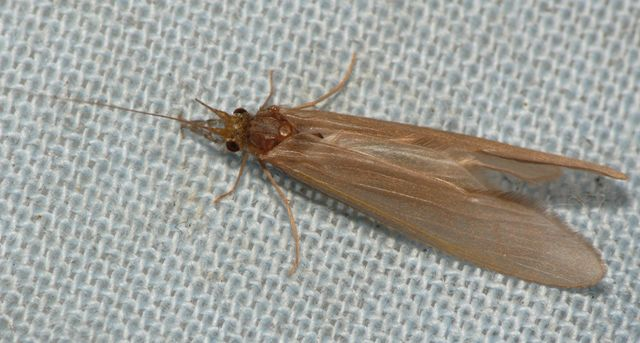
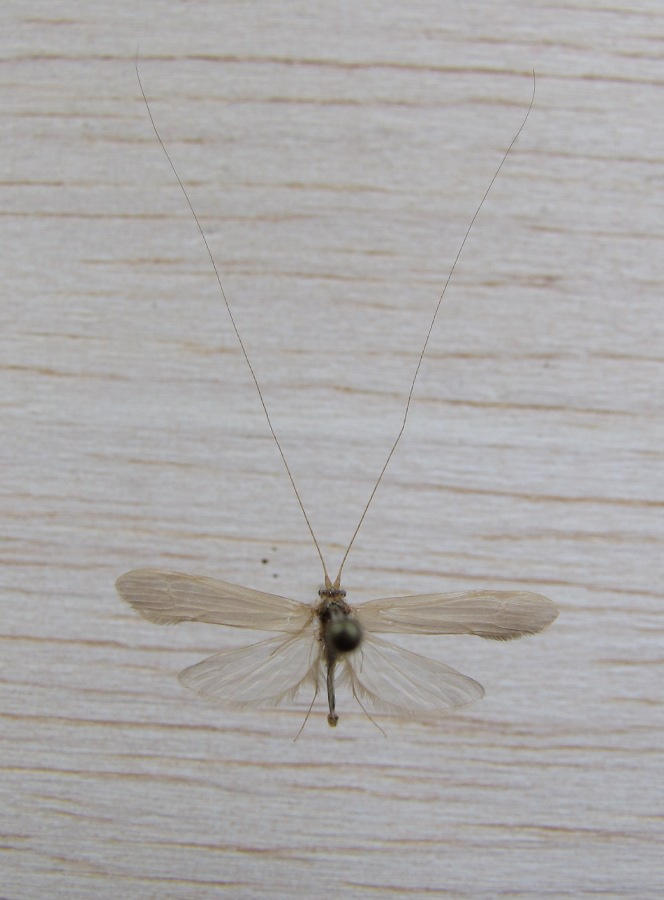

## Dottertaxa tillOecetis, i alfabetisk ordning[1][2]
- Oecetis abhinagupta
- Oecetis absimilis
- Oecetis accola
- Oecetis acuminata
- Oecetis acuta
- Oecetis adanis
- Oecetis adelaidica
- Oecetis aeoloptera
- Oecetis aequatorialis
- Oecetis afra
- Oecetis africana
- Oecetis aganda
- Oecetis akimi
- Oecetis albescens
- Oecetis albicornis
- Oecetis albopunctata
- Oecetis alexanderi
- Oecetis alticolaria
- Oecetis amazonica
- Oecetis ancylocerca
- Oecetis angirasa
- Oecetis angulata
- Oecetis angusta
- Oecetis angustipennis
- Oecetis aniruddha
- Oecetis anomala
- Oecetis antennata
- Oecetis apicipennis
- Oecetis appendiculata
- Oecetis arawana
- Oecetis arcada
- Oecetis arctipennis
- Oecetis arizonica
- Oecetis asciata
- Oecetis asmada
- Oecetis asmanista
- Oecetis assamensis
- Oecetis asymmetrica
- Oecetis atarpa
- Oecetis atpomarus
- Oecetis australis
- Oecetis avara
- Oecetis barbarae
- Oecetis belihuloya
- Oecetis bellula
- Oecetis bengalica
- Oecetis berneri
- Oecetis bhairava
- Oecetis bhavabhuti
- Oecetis bicaudata
- Oecetis bicuspida
- Oecetis bilobosa
- Oecetis biramosa
- Oecetis blythi
- Oecetis brachyura
- Oecetis brevis
- Oecetis brignolii
- Oecetis brunnescens
- Oecetis buitenzorgensis
- Oecetis bullata
- Oecetis burtoni
- Oecetis canariensis
- Oecetis carvalhoi
- Oecetis catenulata
- Oecetis caucula
- Oecetis caudata
- Oecetis ceylanica
- Oecetis chathamensis
- Oecetis cinerascens
- Oecetis circinata
- Oecetis claggi
- Oecetis clavata
- Oecetis cochleata
- Oecetis cohaesa
- Oecetis comalis
- Oecetis complex
- Oecetis complexa
- Oecetis connata
- Oecetis coomana
- Oecetis cornuata
- Oecetis crassicornis
- Oecetis cristata
- Oecetis cymula
- Oecetis cyrtocercis
- Oecetis dakchineswara
- Oecetis daytona
- Oecetis decora
- Oecetis desaegeri
- Oecetis devakiputra
- Oecetis dhatusena
- Oecetis diclava
- Oecetis dilata
- Oecetis disjuncta
- Oecetis ditissa
- Oecetis doesburgi
- Oecetis dvichakha
- Oecetis eburnea
- Oecetis eddlestoni
- Oecetis elata
- Oecetis elouardi
- Oecetis empusa
- Oecetis epekeina
- Oecetis excisa
- Oecetis fahieni
- Oecetis falicia
- Oecetis fasciata
- Oecetis fimbriata
- Oecetis flavicoma
- Oecetis fletcheri
- Oecetis floridanus
- Oecetis forcipata
- Oecetis furva
- Oecetis fuscata
- Oecetis georgia
- Oecetis ghibensis
- Oecetis glebula
- Oecetis goodmani
- Oecetis goraknata
- Oecetis gradata
- Oecetis granulosa
- Oecetis graphata
- Oecetis grazalemae
- Oecetis guamana
- Oecetis gunapatya
- Oecetis hamata
- Oecetis hamochiensis
- Oecetis harivamsa
- Oecetis hayagriva
- Oecetis hemerobioides
- Oecetis hertui
- Oecetis hiranyakachipu
- Oecetis hiranyaksa
- Oecetis hoelzeli
- Oecetis hulstaerti
- Oecetis ichtadevata
- Oecetis ichtadvaraka
- Oecetis ichtasurama
- Oecetis ichvara
- Oecetis iguazu
- Oecetis immobilis
- Oecetis inconspicua
- Oecetis indivisa
- Oecetis inflata
- Oecetis inscripta
- Oecetis insignis
- Oecetis insymmetrica
- Oecetis intima
- Oecetis intramontana
- Oecetis iti
- Oecetis jacobsoni
- Oecetis janseni
- Oecetis jasikana
- Oecetis jayadeva
- Oecetis kagerana
- Oecetis kakaduensis
- Oecetis kalidasa
- Oecetis kalyuga
- Oecetis kambaitensis
- Oecetis kartavirya
- Oecetis karttikeya
- Oecetis kasenyii
- Oecetis kathia
- Oecetis keraia
- Oecetis kimminsi
- Oecetis knutsoni
- Oecetis kolobota
- Oecetis koyana
- Oecetis kpanduna
- Oecetis kulasekhara
- Oecetis kunenensis
- Oecetis kurukchetra
- Oecetis lacustris
- Oecetis laevis
- Oecetis lais
- Oecetis laminata
- Oecetis lantoyae
- Oecetis lanuginosa
- Oecetis laustra
- Oecetis legrandi
- Oecetis lilliput
- Oecetis lingua
- Oecetis lokapala
- Oecetis londuca
- Oecetis longiterga
- Oecetis lucipetens
- Oecetis luenae
- Oecetis lurida
- Oecetis machadoi
- Oecetis maculata
- Oecetis maculipennis
- Oecetis mahadeva
- Oecetis malighawa
- Oecetis mambia
- Oecetis marginata
- Oecetis marojejyensis
- Oecetis marquesi
- Oecetis maspeluda
- Oecetis mbeloae
- Oecetis meghadouta
- Oecetis mekana
- Oecetis metlacensis
- Oecetis michaeli
- Oecetis minasata
- Oecetis minuscula
- Oecetis minuta
- Oecetis mirabilis
- Oecetis modesta
- Oecetis montana
- Oecetis morii
- Oecetis morsei
- Oecetis moureaui
- Oecetis multipunctata
- Oecetis multispinosa
- Oecetis narasimha
- Oecetis naravitta
- Oecetis nerviciliata
- Oecetis nervisquamosa
- Oecetis nigropunctata
- Oecetis nocturna
- Oecetis notata
- Oecetis obliqua
- Oecetis ocellata
- Oecetis ochracea
- Oecetis ochromelas
- Oecetis octophora
- Oecetis odanis
- Oecetis oecetinellae
- Oecetis olgae
- Oecetis oliae
- Oecetis oresbiosa
- Oecetis orientalis
- Oecetis ornata
- Oecetis osteni
- Oecetis ouachita
- Oecetis ovampoensis
- Oecetis ozarkensis
- Oecetis panayensis
- Oecetis pancharatra
- Oecetis pangana
- Oecetis paracomplexa
- Oecetis parallela
- Oecetis paranensis
- Oecetis parka
- Oecetis parmata
- Oecetis parva
- Oecetis paula
- Oecetis paxilla
- Oecetis pechana
- Oecetis pelengensis
- Oecetis pencillata
- Oecetis pentafurcata
- Oecetis persimilis
- Oecetis peruviana
- Oecetis peterseni
- Oecetis pilakai
- Oecetis pilosa
- Oecetis piptona
- Oecetis portalensis
- Oecetis porteri
- Oecetis prahlada
- Oecetis pratelia
- Oecetis pratti
- Oecetis pretakalpa
- Oecetis pretiosa
- Oecetis prolongata
- Oecetis pryadyumna
- Oecetis pseudoinconspicua
- Oecetis pulchella
- Oecetis punctata
- Oecetis punctatissima
- Oecetis punctipennis
- Oecetis punctulata
- Oecetis purucha
- Oecetis purusamedha
- Oecetis quadrofurcata
- Oecetis rafaeli
- Oecetis raghava
- Oecetis rajasimha
- Oecetis rama
- Oecetis rectangula
- Oecetis reticulata
- Oecetis reticulatella
- Oecetis royi
- Oecetis rufescens
- Oecetis satyagraha
- Oecetis scala
- Oecetis scirpicula
- Oecetis scoparia
- Oecetis scorpius
- Oecetis scutata
- Oecetis scutulata
- Oecetis selene
- Oecetis semissalis
- Oecetis separata
- Oecetis setifera
- Oecetis sibayiensis
- Oecetis sicula
- Oecetis silvestris
- Oecetis silviae
- Oecetis simplex
- Oecetis singularis
- Oecetis sinuata
- Oecetis spatula
- Oecetis sphyra
- Oecetis spinifera
- Oecetis squamosa
- Oecetis stepheni
- Oecetis striata
- Oecetis struckii
- Oecetis submaculosa
- Oecetis sumanasara
- Oecetis sunyani
- Oecetis sylveri
- Oecetis symoensi
- Oecetis taenia
- Oecetis tafo
- Oecetis tampoloensis
- Oecetis tenuis
- Oecetis terraesanctae
- Oecetis testacea
- Oecetis tetragona
- Oecetis thikanensis
- Oecetis tjonnelandi
- Oecetis townesorum
- Oecetis tripunctata
- Oecetis tsudai
- Oecetis udayakara
- Oecetis umbra
- Oecetis unicolor
- Oecetis uniforma
- Oecetis upadana
- Oecetis uptoni
- Oecetis uyulala
- Oecetis walpolica
- Oecetis vanaprachta
- Oecetis vasugupta
- Oecetis vidhyadara
- Oecetis vijayaditya
- Oecetis vikramaditya
- Oecetis villosa
- Oecetis virgata
- Oecetis vrindawama
- Oecetis vulgata
- Oecetis xaniona
- Oecetis yogechwara
- Oecetis yukii